# پرچم گینه استوایی
پرچم گینه استوایی در ۲۱ ماه اوت ۱۹۷۱ اتخاذ شد. این پرچم دارای سه نوار افقی سبز و سفید و قرمز با آبی مثلثی در قسمت اهتزاز پرچم است.

## نگارخانه

Flag after 1945 during Spanish Guinea.